# 幸圓次郎
幸 圓次郎（幸円次郎；こう えんじろう、1910年（明治43年）3月29日 - 1991年（平成3年）4月10日）とは、能楽囃子方、小鼓方幸清流能楽師。幸清流十四世宗家。
祖父は幸清次郎（幸清流十二世宗家）。幼少時に両親と死別したため、名古屋在住で幸清流の長老・田鍋惣太郎に師事し、1920年（大正9年）初舞台。1926年（大正15年）宗家を継承、幸清流十四世宗家となる。東京音楽学校邦楽科卒業。1957年（昭和32年）日本能楽会会員（重要無形文化財保持者（総合認定））。1974年（昭和49年）紫綬褒章、1982年（昭和57年）勲四等瑞宝章を受章した。

## DVD

### 演能作品
- 能楽名演集1 喜多流「頼政」喜多六平太 森茂好 寺井啓之 幸圓次郎 吉見嘉樹／「弱法師」友枝喜久夫、NHKエンタープライズ
- 能楽名演集2 観世流「鞍馬天狗・白頭」梅若実 梅若景英 寺井政数 幸円次郎 佐伯実 金春惣右衛門／「恋重荷」観世銕之丞（雅雪）、NHKエンタープライズ

### 舞囃子
- 能楽名演集1「仕舞独吟一調舞囃子集」／舞囃子『清経』後藤得三 寺井政数 幸圓次郎 瀬尾乃武、NHKエンタープライズ